# Ipocloridria
La ipocloridria o ipoacidità è una disfunzione dell'apparato digerente, consistente nella scarsità di acido cloridrico nel succo gastrico.

## Diagnostica
La diagnosi di ipocloridria viene posta attraverso lo studio del succo gastrico (prelevato mediante sondaggio). Si parla di ipocloridria allorché il contenuto di acido cloridrico libero, nel succo gastrico del paziente a digiuno, non supera i 40 gradi.
L'entità della ipoacidità può anche essere maggiore, sino a raggiungere una situazione di acloridria, nella quale il succo gastrico non contiene acido cloridrico libero nemmeno dopo stimolazione con istamina.

## Eziologia
Le cause della ipocloridria sono molteplici: possono essere dovute all'età (nella persona anziana anche in buona salute la formazione di acidità gastrica è assai ridotta), all'uso di farmaci, a precedenti interventi chirurgici (vagotomia, gastroresezione), a malattie primitive dello stomaco (gastrite atrofica, carcinoma gastrico) o, anche, a malattie del sangue (anemia perniciosa).

## Clinica
La sintomatologia che si accompagna alla ipocloridria è determinata dal fatto che in tali condizioni la digestione gastrica degli alimenti è incompleta o assente, per cui si appesantisce il lavoro digestivo dell'intestino; ne scaturisce una tendenza diarroica dell'alvo, associata ad inappetenza, repulsione verso alcuni cibi, senso di gonfiore epigastrico post-prandiale, digestione lunga e faticosa (dispepsia ipocloridrica).

## Trattamento
La terapia dell'ipocloridria gastrica, ove non sia possibile correggere la malattia che ne è la causa, è sostitutiva, consiste cioè nella somministrazione per via orale, durante i pasti, di acido cloridrico diluito, per lo più in associazione con pepsina.